# Adustomyces
Adustomyces es un género de hongos en la familia Pterulaceae. El género es monotípico, contiene a la especie  resupinada Adustomyces lusitanicus (originalmente denominada Stereum repandum var. lusitanicum por Camille Torrend en 1913), que habita en Europa y África. Adustomyces fue descrito por el micólogo suizo Walter Jülich en 1979.